# Bilans kwartalny
Bilans kwartalny – polski dramat psychologiczny z 1974 roku w reżyserii Krzysztofa Zanussiego.

## Fabuła
Marta prowadzi monotonne życie w pracy i u boku męża. Ale przełamuje to działalnością w radzie zakładowej swojej firmy, opiekuńczymi ingerencjami w cudze sprawy. Podczas bilansu kwartalnego w księgowości – dziale, w którym pracuje Marta – zostają wykryte poważne nadużycia. Rozpoczyna się wewnętrzne śledztwo. Wkrótce potem przypadkowe spotkanie Marty z dawno niewidzianym kolegą ze studiów – Jackiem – przywołuje wspomnienia i skłania Martę do dokonania podobnego bilansu swego małżeństwa.

## Obsada
- Maja Komorowska – Marta Siemińska
- Piotr Fronczewski – Janek, mąż Marty
- Marek Piwowski – Jacek
- Zofia Mrozowska – matka Janka
- Halina Mikołajska – Róża, kierowniczka działu Marty
- Mariusz Dmochowski – dyrektor zakładu
- Elżbieta Karkoszka – Maria, koleżanka Marty w księgowości
- Małgorzata Pritulak – Anna, koleżanka Marty w księgowości

## Nagrody
1975:
- 2. Festiwal Polskich Filmów Fabularnych w Gdańsku:
  - nagroda za muzykę – Wojciech Kilar
  - nagroda za główną rolę kobiecą – Maja Komorowska
- MFF w Berlinie:
  - nagroda OCIC (Międzynarodowa Katolicka Organizacja Filmowa)

1976:
- Złota Kamera (przyznawana przez pismo "Film") w kategorii: najlepszy film o tematyce współczesnej za rok 1975